# Galbadrachyn Otgontsetseg
Galbadrachyn Otgontsetseg (* 25. Januar 1992 in Ulaanbaatar, Mongolei) ist eine kasachische Judoka, die bis 2014 für die Mongolei antrat. Sie gewann 2016 eine olympische Bronzemedaille im Extraleichtgewicht.

## Karriere
Galbadrachyn Otgontsetseg belegte 2011 den dritten Platz und 2012 den zweiten Platz beim Weltcup-Turnier in Ulaanbaatar. 2013 erreichte sie bei den Grand-Slam-Turnieren in Baku und in Moskau das Finale und belegte jeweils den zweiten Platz. Bei den Weltmeisterschaften 2013 in Rio de Janeiro schied sie in der ersten Runde aus. Im Jahr darauf schied sie bei den Weltmeisterschaften 2014 in der zweiten Runde aus.
2015 wechselte sie die Staatsangehörigkeit und gewann die kasachischen Landesmeisterschaften. Bei den Weltmeisterschaften 2015 in der kasachischen Hauptstadt Astana schied sie in der ersten Runde aus. Anfang 2016 siegte sie beim Grand-Slam-Turnier in Paris, wo sie im Finale die Mongolin Mönchbatyn Urantsetseg bezwang. Zwei Monate später siegte Galbadrachyn Otgontsetseg auch im Finale der Asienmeisterschaften gegen Mönchbatyn Urantsetseg. Bei den Olympischen Spielen 2016 in Rio de Janeiro bezwang die Kasachin in ihrem ersten Kampf Taciana Cesar aus Guinea-Bissau nach 1:11 Minuten. Im Viertelfinale unterlag sie der Japanerin Ami Kondo nach 3:55 Minuten. Mit Siegen in der Hoffnungsrunde über die Ungarin Éva Csernoviczki nach 3:02 Minuten und über die Kubanerin Dayaris Mestre Álvarez nach 2:02 Minuten erkämpfte sich Galbadrachyn Otgontsetseg eine Bronzemedaille.
Bei den Asienmeisterschaften 2017 erreichte die Kasachin das Finale und erhielt die Silbermedaille hinter Mönchbatyn Urantsetseg. Im August 2017 gewann sie eine Bronzemedaille bei der Universiade in Taipeh. Fünf Tage später trat sie bei den Weltmeisterschaften in Budapest an. Dort bezwang sie auf ihrem Weg ins Halbfinale die Italienerin Francesca Milani, die Ukrainerin Darja Bilodid und die Israelin Noa Minsker. Nach ihrer Halbfinalniederlage gegen die Japanerin Funa Tonaki gewann Galbadrachyn Otgontsetseg den Kampf um eine Bronzemedaille gegen die Russin Irina Dolgowa. Bei den Asienspielen 2018 in Jakarta unterlag sie im Halbfinale Ami Kondo, erhielt aber eine Bronzemedaille. Drei Wochen später bei den Weltmeisterschaften in Baku unterlag sie im Viertelfinale Darja Bilodid. Mit Siegen über die Slowenin Maruša Štangar und über Mönchbatyn Urantsetseg erkämpfte sie wie im Vorjahr Weltmeisterschaftsbronze.
2019 erreichte sie das Finale bei den Asienmeisterschaften und unterlag der Chinesin Li Yanan. Bei den Weltmeisterschaften 2019 belegte sie den siebten Platz. Zwei Jahre später verlor sie im Achtelfinale der Weltmeisterschaften in Budapest gegen Mönchbatyn Urantsetseg. Bei den Olympischen Spielen in Tokio schied sie in ihrem Auftaktkampf gegen Li Yanan aus.